# Sign of the Cross
"Sign of the Cross" é uma canção da banda de Heavy Metal britânica Iron Maiden, presente no álbum The X Factor. A canção, composta por Steve Harris, é faixa de abertura do primeiro disco gravado pelo, então, novo vocalista do Iron Maiden, Blaze Bayley. A música faz menção ao livro Il Nome Della Rosa (O Nome da Rosa), do escritor italiano Umberto Eco que por sua vez inspirou o filme de mesmo nome lançado em 1986, estrelando Sean Connery.
Com mais de 11 minutos de duração, é uma das canções mais longas do Iron Maiden. Por seu tom épico, acabou tornando-se uma das mais lembradas da banda, e foi posta nas coletâneas Best of the Beast e The Essential Iron Maiden. Fez parte do setlist da turnê de divulgação do álbum Brave New World, do jogo Legacy of The Beast e lançada no álbum ao vivo Rock in Rio com Bruce Dickinson nos vocais.

## Formação
- Blaze Bayley - Vocais
- Dave Murray - Guitarra
- Janick Gers - Guitarra
- Steve Harris - Baixo
- Nicko McBrain - Bateria